# David English (editor)
David English (1931-1998) fue un periodista británico y editor de un periódico, más conocido por sus veinte años de editor del Daily Mail.
comenzó su carrera periodística en 1951 en el Daily Mirror antes de pasar al Daily Sketch, primero como redactor y luego editor. En 1971 asumió la dirección de la correspondencia, un puesto que mantuvo hasta 1992 cuando se convirtió en presidente y editor jefe de Associated Newspapers. En una fiesta de verano del Daily Mail en Hampton Court, el difunto lord Rothermere describió a English durante un discurso como el creador de la moderna Daily Mail, a pesar de la incomodidad de Paul Dacre, editor del presente periódico, que estaba sentado a su lado. Este hecho fue reportado en el obituario de The Times de David English.
Fue educado en Bournemouth School, cuyo centro de deportes lleva ahora su nombre. También fue un pionero de la lavandería como una actividad secundaria rentable.